# Juan Manuel Olivares Dordan
Juan Manuel Olivares Dordan (Lima, 10 de enero de 1974), es un exfutbolista peruano.

## Biografía
Juan Manuel Olivares nació en Lima, en 1974. Está casado y es padre de tres hijos, tiene 51 años.  Se le conoce por el apelitavo de Camioneta por derivación del apodo de su padre a quien le decían "Camión".

Jugaba de defensa central, debuta con la primera del “Muni” en 1993, perdiendo 2-1 contra Unión Minas de Cerro de Pasco en un partido muy difícil, pese a que se trataba de un equipo super experimentado, con José Antonio Trece, Carlos “Chani” Cáceda, Carlos “El Mostro” Castro, “El Pato” Cabanillas, “El Cholo” Jiménez, Roberto “El Marajá” Arrelucea, Eugenio La Rosa y Nolberto Solano, entre otros.

## Trayectoria
Jugó cuatro años en el “Muni”, se hizo conocido el 93 y 94;  regresó el 98 con un buen equipo que, lamentablemente, no llegó a caminar como se esperaba. Los malos manejos dirigenciales le obligaron a retirarse, pese a su esfuerzo y el del DT “Titín” Drago. Para la temporada 2000, jugó por el Aviación-FAP, que conformó un cuadro experimentado gracias al apoyo económico de la línea aérea Tans Perú. Desde el 2001 radica en Orange County, al sur de Los Ángeles, California. Llegó al Conquist America Soccer Club South, donde se desempeña como entrenador y director deportivo.

## Clubes
| Club                      | País | Año         |
| ------------------------- | ---- | ----------- |
| Deportivo Zúñiga          | Perú | 1991 - 1992 |
| Deportivo Municipal       | Perú | 1993 - 1994 |
| Universitario de Deportes | Perú | 1995 - 1996 |
| FBC Melgar                | Perú | 1997        |
| Deportivo Municipal       | Perú | 1998        |
| Deportivo Pesquero        | Perú | 1999        |
| Deportivo Aviación        | Perú | 2000        |
| Deportivo Municipal       | Perú | 2001        |